# Наомі Віссер
Наомі Віссер (нід. Naomi Visser, нар. 24 серпня 2001, Папендрехт) — нідерландська гімнастка. Призерка чемпіонату Європи в командній першості.

## Спортивна кар'єра
За здатність зберігати спокій під тиском змагань тренер Вінсент Веверс дав прізвисько "Класна жаба" (Cool Frog), яке прижилось в команді.

#### 2018
На дорослому рівні дебютувала на чемпіонаті Європи в Глазго, Велика Британія, де здобула бронзову нагороду в командній першості разом з Санне Веверс, Тішєю Волмен, Вірою Ван Пол та Селін Ван Гернер.  До фіналів в окремих видах не кваліфікувалась.
На чемпіонаті світу в Досі, Катар, в команді посіла десяте місце, а в багатоборстві була чотирнадцятою.

#### 2019
Через підготовку та здачу шкільних випускних іспитів пропустила першу половину сезону.
Першим міжнародним турніром року стали II Європейські ігри у Мінську, Білорусь, де посіла сьоме місце в багатоборстві та була п'ятою на різновисоких брусах.
На чемпіонаті світу 2019 року у командному фіналі разом з Ейторою Торсдоттір, Тішєю Волмен, Ліке Веверс та Санне Веверс посіли восьме місце, що дозволило здобули командну олімпійську ліцензію на Літні Олімпійські ігри 2020 у Токіо, Японія. В багатоборстві була двадцять третьою.

#### 2021
На Літніх Олімпійських іграх у Токіо була першою запасною збірної Нідерландів, але за день до вильоту на змагання отримала позитивний результат тесту на коронавірус, що викреслило її із заявки збірної.
На чемпіонаті світу в Кітакюсю, Японія, продемонструвала найкращий за усю історію збірної Нідерландів результат в фіналі жіночого багатоборства, де фінішувала на п'ятій позиції.

## Результати на турнірах
| Рік  | Змагання                | КБ | ІБ | Опорний стрибок | Різновисокі бруси | Колода | Вільні вправи |
| ---- | ----------------------- | -- | -- | --------------- | ----------------- | ------ | ------------- |
| 2018 | Чемпіонат Європи        | 3  |    |                 |                   |        |               |
| 2018 | Чемпіонат світу         | 10 | 14 |                 |                   |        |               |
| 2019 | Європейські ігри        |    | 7  |                 | 5                 |        |               |
| 2019 | Чемпіонат світу         | 8  | 23 |                 |                   |        |               |
| 2021 | Чемпіонат Європи        |    | 9  |                 |                   |        |               |
| 2021 | Чемпіонат світу         |    | 5  |                 |                   |        |               |
| 2022 | Кубок світу в Баку      |    |    |                 | 2                 | 6      | 8             |
| 2024 | Олімпійські ігри        | 9  | 10 |                 |                   |        |               |
| 2024 | Меморіал Артура Гандери |    | 5  |                 |                   |        |               |